# Marek Czarnecki
Marek Aleksander Czarnecki (n. 22 martie 1959, Chorzów, Polonia) este un om politic polonez, membru al Parlamentului European în perioada 2004-2009 din partea Poloniei.
1. ↑  Deputații în Parlamentul European